# Dominique Bijotat
Dominique Bijotat (Chassignolles, 3 de janeiro de 1961) é um ex-futebolista profissional francês que atuava como meio-campo, campeão olímpico em Los Angeles 1984

## Carreira
Dominique Bijotat representou o seu país nos Jogos Olímpicos de Verão de 1984, conquistando a medalha de ouro.